# Band of Gypsys
Band of Gypsys ist ein Livealbum von Jimi Hendrix in Zusammenarbeit mit Buddy Miles und Billy Cox, betitelt als „Hendrix“. Das Trio wird selbst häufig auch als „Band of Gypsys“ bezeichnet. Das Album erschien 1970 bei Capitol Records.

## Entstehung

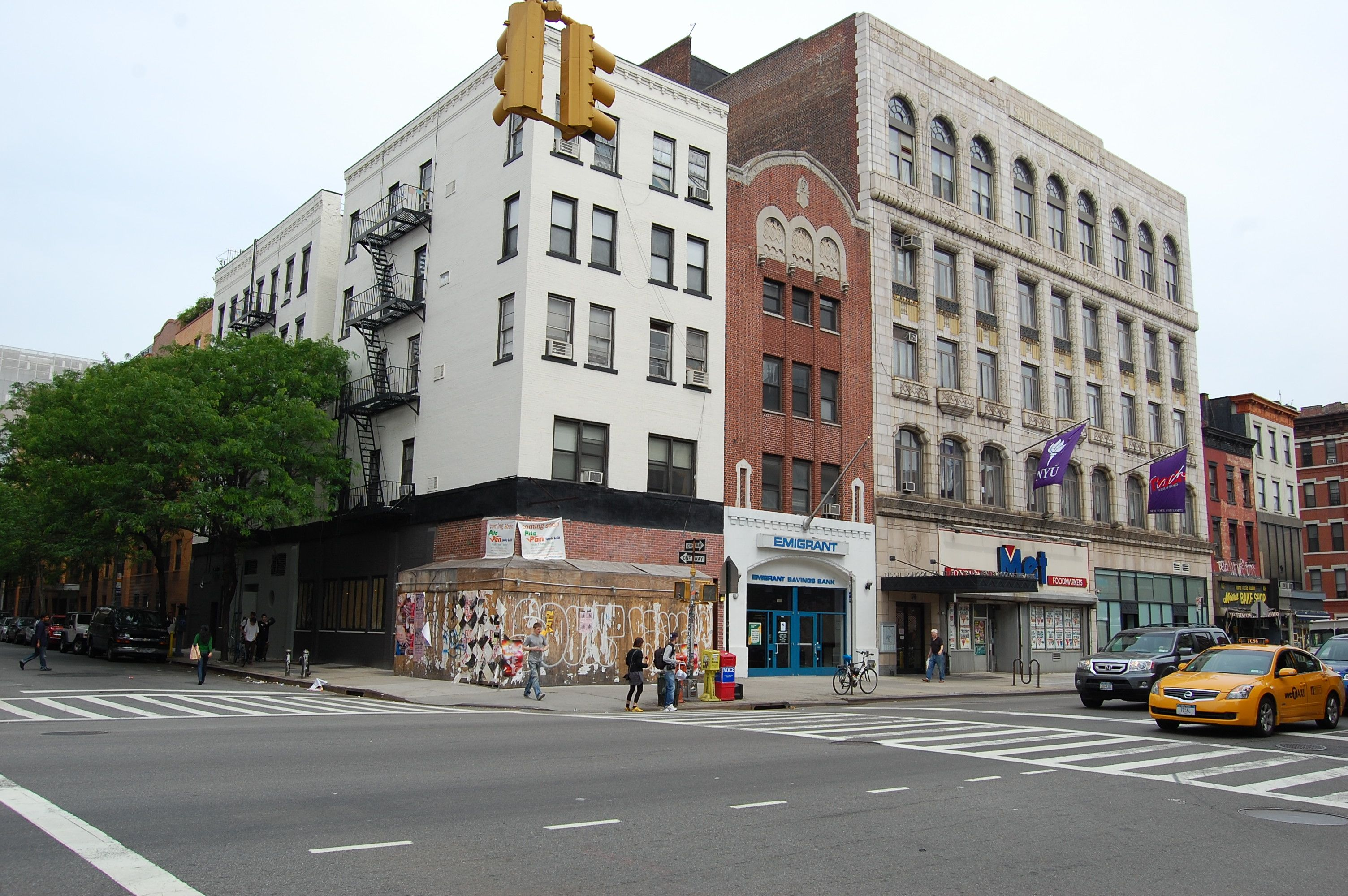
Das Gebäude des ehem. Fillmore East: der rote Backsteinbau in der Mitte

Bereits zum Ende des Jahres 1968 begann Hendrix immer unzufriedener mit seiner Formation The Jimi Hendrix Experience zu werden. Auch aufgrund der häufigen Tourneen und der ständigen Aufnahmesessions war insbesondere zu Noel Redding das persönliche Verhältnis so belastet, dass es im April 1969 schließlich zu einem Treffen mit Billy Cox in Memphis kam. Diesen kannte Hendrix seit der gemeinsamen Armeezeit in Fort Campbell und bot ihm an, in die Band einzusteigen. Hierzu kam es im Sommer 1969, als die ursprüngliche Experience-Formation auseinanderbrach, nachdem in der Zwischenzeit weitere Konzertverpflichtungen erfüllt wurden. Daraufhin zogen sich Hendrix, Cox und Mitch Mitchell in der Nähe von Woodstock zurück und begannen mit den Proben. Laut Cox war die ländliche Ruhe beabsichtigt, um sich ganz auf die musikalische Arbeit konzentrieren zu können. Im August 1969 fand dann der erste Auftritt dieser Gruppe beim Woodstock-Festival statt, bei dem zusätzlich der Gitarrist Larry Lee und die beiden Congaspieler Juma Sultan und Gerardo Velez als Bandmitglieder dabei waren. Gegenüber den Konzertbesuchern beschrieb Hendrix diese Formation als Gypsy Sun & Rainbow, a Band of Gypsys oder einfach als so, wie das Publikum die Band gerne nennen würde. Gypsy Sun & Rainbow schrumpfte nach Woodstock allerdings sehr schnell wieder auf das Trio aus Hendrix, Cox und Mitchell.
Im Oktober 1969 kehrte Mitchell nach England zurück. Laut Cox sei dies aber kein Verlassen der Gruppe gewesen, sondern sollte nur eine Auszeit darstellen. Zu dieser Zeit wuchs der Druck auf Hendrix aufgrund von juristischen Verpflichtungen.
Hendrix hatte vom Oktober bis zum Dezember 1965 bei der R&B-Gruppe Curtis Knight and the Squires gearbeitet. Hierbei unterzeichnete er einen eine Seite umfassenden Vertrag mit dem Manager Ed Chalpin und PPX Productions, der Hendrix nicht nur für die Knight-Sessions band, sondern die Exklusivrechte für einen Zeitraum von drei Jahren garantierte. Da den gemachten Aufnahmen kein kommerzieller Erfolg beschieden war, trennten sich schon bald die Wege von Knight und Hendrix, so dass dieser die vertragliche Verbindung wohl als erledigt erachtete. Laut Cox waren zu der damaligen Zeit diese Art von Vereinbarungen üblich und die Musiker unterzeichneten sie in der Hoffnung, damit ihre musikalische Karriere zu verbessern. Hendrix hatte für die Unterzeichnung den Betrag von einem US-Dollar erhalten. Nach seinem kommerziellen Durchbruch Ende 1966/Anfang 1967 mit Hey Joe und Are You Experienced wurden aufgrund dieser vertraglichen Bindung finanzielle Forderungen gestellt, die zu einem Gerichtsverfahren führten. Im Juni 1968 kam es daher zu einer Vereinbarung vom Hendrix-Manager Michael Jeffrey in Zusammenarbeit mit Hendrix’ damaligen US-Vertrieb Warner Bros. mit der Gegenseite, bei der festgelegt wurde, dass ein komplett neu aufgenommenes Album an Capitol Records abzutreten sei. Als im Herbst 1969 die Ansprüche aus dieser Abmachung immer stärker eingefordert wurden, entschied Jeffrey die kommenden Konzerte zum Jahreswechsel 1969/1970 im Fillmore East aufzuzeichnen und für das benötigte Album zu verwenden.
Die durch Mitchells Abwesenheit verwaiste Schlagzeugposition wurde mit Buddy Miles besetzt, der schon mit The Electric Flag einige Bekanntheit erreicht hatte und häufig bei Hendrix’ Jamsessions in den Record Plant Studios anwesend war. Diese Formation nannte sich dann Band of Gypsys. Ab Oktober 1969 beschäftigte sich die Gruppe mit neuen Liedern und erarbeitete ein für die geplanten Konzerte ausreichendes Repertoire. Die Proben fanden größtenteils in den Baggy’s Studios in New York statt.
Die vier geplanten Konzerte im Fillmore East waren so angelegt, dass jeweils ein frühes und ein spätes Set an Silvester 1969 beziehungsweise Neujahr 1970 gespielt werden sollte. Da die beiden späten Gigs bis weit nach Mitternacht reichten beziehungsweise am 31. Dezember erst anfingen und so die Datumsgrenze überschritten wurde, einigte man sich zur Vermeidung von Missverständnissen darauf von der ersten und zweiten Show des jeweiligen Abends zu sprechen. Das Originalalbum von 1970 enthält ausschließlich Aufnahmen vom Neujahrstag, wobei Who Knows und Machine Gun von der ersten Show und die restlichen vier Lieder von der zweiten Show stammen. Bei beiden Sets an Silvester hatte es anfänglich technische Probleme gegeben, so dass laut Cox Hendrix Bedenken bekam, ob überhaupt genügend qualitativ ausreichendes Material für das benötigte Album zusammenkommen würde. Daher hätte Hendrix bei beiden Shows an Neujahr sehr konzentriert und ruhig gespielt und sich auf die Musik fokussiert. Erst während der Zugaben zeigte er die für ihn bekannten Tricks und Gimmicks an der Gitarre.
Ende Januar 1970 kamen Hendrix und Eddie Kramer in den Juggy Sound Studios in New York zusammen, um darüber zu entscheiden, welche Lieder für das geplante Album verwendet werden sollten. Im März 1970 erschien Band of Gypsys. Es sollte das letzte Album bleiben, das Hendrix persönlich autorisiert hatte und damit auch das einzige Livealbum, das zu seinen Lebzeiten veröffentlicht wurde.
Die Band selbst hatte ihren nächsten Auftritt im Januar 1970 im Madison Square Garden. Hier kam es jedoch zu einem Abbruch des Konzerts und Jeffrey nutzte die Gelegenheit dazu, Miles zu feuern. Jeffrey versprach sich von einer Wiederauflage der Experience größeren Erfolg. Diese neuere Version der Experience umfasste Hendrix, Cox und den zurückgekehrten Mitchell am Schlagzeug. Mit dieser Gruppe begannen anschließend die Arbeiten am geplanten nächsten Doppelstudioalbum, das den Titel First Rays of the New Rising Sun tragen sollte und einige der Lieder, die ihren Ursprung in den Proben der Band of Gypsys hatten, beinhalten sollte. Aufgrund von Hendrix Tod im September 1970 wurde es jedoch nicht mehr fertig gestellt und die entsprechenden Aufnahmen wurden vor allem auf den beiden postum veröffentlichten Alben The Cry of Love und Rainbow Bridge platziert.

## Einfluss
Das Album wird als maßgeblich für die Entwicklung des Funkrock und allgemein der schwarzen Musik der 1970er Jahre betrachtet. Auf der DVD Band of Gypsys: Live at the Fillmore East von 1999 beschrieben Slash, Vernon Reid von Living Colour und Lenny Kravitz die Inspiration und den anhaltenden Einfluss, den die Band of Gypsys auslöste. In den Liner Notes des 1988 erschienenen Albums What’s Bootsy Doin’? von Bootsy Collins setzte dieser Hendrix auf Platz eins einer Liste der größten Innovatoren der 1960er Jahre. Das lange Gitarrensolo von Eddie Hazel auf dem Lied Maggot Brain, das 1971 für das gleichnamige Album der Band Funkadelic aufgenommen wurde, weist einige Parallelen mit dem im Band-of-Gypsys-Album enthaltenen Machine Gun auf. George Clinton beschrieb Hendrix immer als wichtige Prägung für Funkadelic.
Während der Proben der Band of Gypsys für die Konzerte im Fillmore wurde im Herbst 1969 auch ein Lied aufgezeichnet, bei dem über einen Jam von Hendrix und Miles ein gesprochener Text von Jalal Mansur Nuriddin, auch bekannt als Lightnin’ Rod von The Last Poets, gelegt wurde. Der Doriella Du Fontaine betitelte Track wurde 1984 bei Celluloid Records veröffentlicht und zeigt eine frühe Mischung von Rockmusik und Sprechgesang. Die amerikanische Hip-Hop-Band Digital Underground sampelte für The Way We Swing auf dem Album Sex Packets von 1990 Who Knows.

## Titelliste

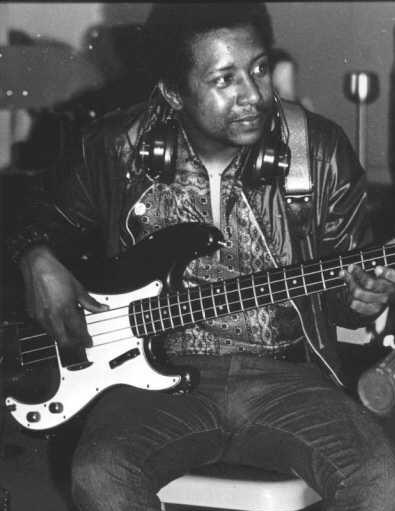
Billy Cox

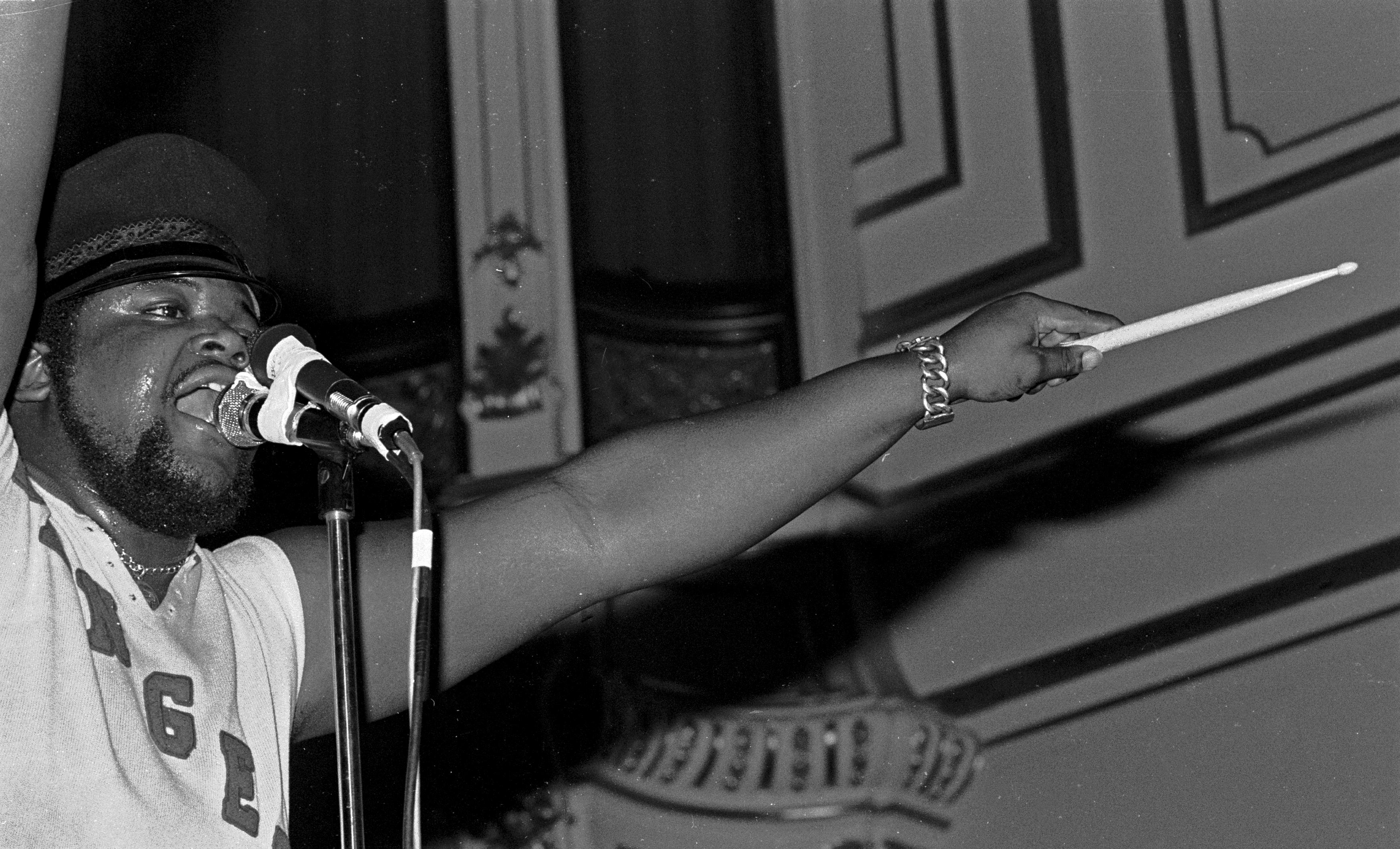
Buddy Miles 1972 in der Musikhalle Hamburg

### Original
Die Songtitel beziehen sich auf die 1970 bei Capitol erschienene US-Version des Albums. In England (Track Records) erhielten die Stücke Power to Love und Message of Love die Titel Power of Soul bzw. Message to Love, denen bis heute bei CD-Wiederveröffentlichungen sowie in der Fachliteratur Vorzug gegeben wird.
Seite 1
1. Who Knows (Jimi Hendrix) – 9:34
2. Machine Gun (Hendrix) – 12:38

Seite 2
1. Changes (Buddy Miles) – 5:11
2. Power to Love (Hendrix) – 6:55
3. Message of Love (Hendrix) – 5:24
4. We Gotta Live Together (Miles) – 5:51

### CD-Wiederveröffentlichung von 1991 in Europa/Japan
1. Hear My Train (Hendrix) – 9:02
2. Foxy Lady (Hendrix) – 6:32
3. Stop (Jerry Ragovoy, Mort Shuman) – 4:49[9][10]

### Weitere Ausgaben
Das Album Band of Gypsys 2 erschien 1986 bei Capitol Records und enthält auf Seite eins der LP-Version die drei zusätzlichen Lieder der späteren CD-Ausgabe von 1991 und mit Hey Joe, Hey Baby und Loverman auf Seite zwei weitere drei Songs. Diese wurden aber nicht mit der Formation Hendrix/Miles/Cox und auch nicht zum Jahreswechsel 1969/70 aufgenommen, sondern stammen vom Atlanta Pop Festival und einem Auftritt im Berkley Community Theatre. Mit Live at the Fillmore East hingegen erschien 1999 bei MCA eine Doppel-CD, die 16 größtenteils unveröffentlichte Lieder des Silvester- und Neujahrsabends im Fillmore East enthält.

## Rezensionen
- Der Musikjournalist Robert Christgau schrieb, aufgrund der Grenzen der Rhythmusgruppe habe sich Hendrix nie geerdeter angehört als hier. Who Knows und Machine Gun seien die kräftigsten und vielschichtigsten Lieder, die Hendrix jemals veröffentlicht habe. Auf Seite zwei würde er aber nur einige einfache Wah-Wah-Muster spielen. Band of Gypsys sei nicht schlecht für ein Liverockalbum, aber für ein Album von Hendrix sei es nicht Spitze. In der Bewertung bekam es ein B+.[13]
- Im Rolling Stone schrieb Gary von Tesch, die Formation sei zum Zeitpunkt der Aufnahmen noch nicht lange zusammen gewesen und die Musik würde dies auch zeigen. Er kritisierte, dass zwar der Bass von Cox Hendrix einfallsreich unterstützen würde, Miles’ Schlagzeugspiel dagegen sei störend und zeitweise langweilig. Zusätzlich beklagte er, dass der Gesang mit Ausnahme von Machine Gun zu affektiert sei und etwas weniger Schlagzeug und viel mehr Gesang der Aufnahme gut getan hätte. Auf dem Album sei Hendrix als Musiker zu hören, da er mit der knappen Unterstützung durch Bass und Schlagzeug ganz seine Stärke an der Gitarre zeigen könnte.[14]
- Auf Allmusic schrieb Sean Westergaard, im Gegensatz zum eher jazzigen Stil des Experience-Schlagzeugers Mitch Mitchell sei Buddy Miles sehr funky, und da Noel Redding eigentlich gar kein Bassspieler, sondern ein umgewandelter Gitarrist gewesen sei, würde dieses neue Umfeld Hendrix zu neuen kreativen Höhen anstoßen. Dieser hätte die Liveaufnahmen dazu genutzt, sein jüngstes Material vorzustellen, an dem er arbeitete. Band of Gypsys sei möglicherweise Hendrix’ beste Performance. Sein Spiel sei präzise und fokussiert, sein Auftreten auf der Bühne sei im Gegensatz zu den Eskapaden seiner früheren Auftritte bewegungslos gewesen. Machine Gun habe völlig neue Maßstäbe gesetzt, was man mit einer Gitarre machen könne und zeige das bahnbrechendste und umwerfendste Gitarrensolo aller Zeiten. Band of Gypsys sei nicht nur ein wichtiger Teil des Hendrix-Erbe, sondern eines der großartigsten jemals aufgenommenen Livealben. In der Bewertung erhielt es viereinhalb von fünf Sternen.[15]

## Kommerzieller Erfolg

### Chartplatzierungen
Das Album erreichte avancierte zum Top-10-Erfolg in den Vereinigten Staaten (Rang 5), dem Vereinigtes Königreich (Rang 6), den Niederlanden (Rang 7) und Norwegen (Rang 9). Darüber hinaus erreichte es Rang 15 in Deutschland.
| ChartsChartplatzierungen       | Höchstplatzierung | Wochen/ Monate |
| ------------------------------ | ----------------- | -------------- |
| Deutschland (GfK)              | 15 (6 Mt.)        | 6 Mt.          |
| Vereinigte Staaten (Billboard) | 5 (61 Wo.)        | 61 Wo.         |
| Vereinigtes Königreich (OCC)   | 6 (22 Wo.)        | 22 Wo.         |

### Auszeichnungen für Musikverkäufe
Die US-amerikanische RIAA zeichnete das Album im Juni 1970 mit Gold, im Februar 1992 mit Platin und im Januar 1998 mit Doppelplatin aus.
| Land/Region               | Auszeichnungen für Musikverkäufe (Land/Region, Auszeichnung, Verkäufe) | Verkäufe  |
| ------------------------- | ---------------------------------------------------------------------- | --------- |
| Vereinigte Staaten (RIAA) | 2× Platin                                                              | 2.000.000 |
| Insgesamt                 | 2× Platin ·                                                            | 2.000.000 |